# Mar de las Hébridas
El mar de las Hébridas (en gaélico escocés: Na h-Eileanan a-staigh «islas interiores») es un mar epicontinental del océano Atlántico situado en la costa oeste de Escocia (Reino Unido) entre el archipiélago de las Hébridas Exteriores y el norte del archipiélago de las Hébridas interiores. 

## Geografía

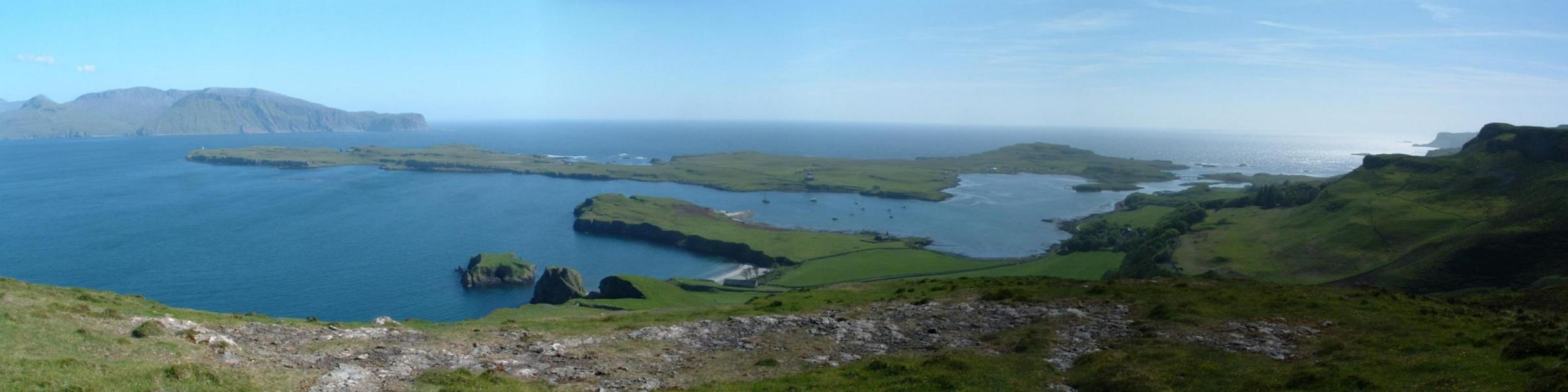
Panorama de Sanday (desde la colina de la Boussole, en la isla de Canna). Al fondo, la isla Rùm

El mar de las Hébridas comunica directamente con el océano Atlántico por el sur, e, indirectamente, también lo hace por el oeste a través de los diferentes estrechos existentes entre las distintas islas del grupo meridional de las Hébridas Exteriores. Por el norte, a través del estrecho llamado El pequeño Minch conecta con otro mar epicontinental del océano Atlántico, El Minch.
Los límites del mar de las Hébridas no están claramente definidos, pero habitualmente se suele considerar como límite suroccidental la línea que une el islote de Solan, en el oeste, y la isla de Tiree, en el sureste; como límite oriental, la costa occidental de la isla de Mull, una pequeña parte de la costa noroccidental de la isla de Gran Bretaña y la costa suroccidental de la isla de Skye; como límite occidental, el grupo de islas meridionales de las Hébridas Exteriores, Barra, South Uist y Benbecula; y, el límite norte, es el inicio del canal del pequeño Minch, entre la isla de Grimsay y la punta oriental de la isla de Skye.

### Islas
Al interior del mar de las Hébridas están localizadas las más importantes, como Rùm (104.62 km²), Eigg (30.49 km²), Tiree (78.2 km²), Coll (76.92 km²), Canna (11.30 km²), Muck (5.59 km²).
En el mar de las Hébridas prestan servicio varias compañías de ferries que comunican las islas, con líneas como Castlebay-Oban, Bag a Chaisteil-Maillag, Eigg-Maillag o Lochboisdale-Oban.

## Delimitación
La máxima autoridad internacional en materia de delimitación de mares, la Organización Hidrográfica Internacional («International Hydrographic Organization, IHO), no considera el mar de las Hébridas como un mar independiente, sino formando parte de los «mares interiores de la costa oeste de Escocia» (Inner Seas off the West Coast of Scotland) al que, en su publicación de referencia mundial, «Limits of oceans and seas» (Límites de océanos y mares, 3ª edición de 1953), le asigna el número de identificación 18 y lo define de la siguiente forma:

En el Oeste y Norte. 
 Una línea que va desde Bloody Foreland (55º10'N, 8º17'W) en Irlanda, hasta el oeste de la isla Tory, a Barra Head, al punto suroeste de las islas Hébridas, y desde allí a través de estas islas, de tal manera que las costas occidentales de las principales islas pertenecen al océano Atlántico (23) y todas las aguas del estrecho pertenecen a los Mares Interiores, hasta Butt of Lewis (North Point), y desde allí hasta el cabo de la Ira (Cape Wrath) (58º37'N) en Escocia. 
 En el Sur. 
 Una línea que une el extremo sur del Mull of Galloway (54º38'N) en Escocia y punta Ballyquintin (54º20'N), en Irlanda del Norte.
Limits of oceans and seas, pág. 14.